# Federico Ozanam
Antoine-Frédéric Ozanam (Milano, 23 aprile 1813 – Marsiglia, 8 settembre 1853) è stato uno storico e giornalista francese.
Apologista cattolico, fu il fondatore della Società di San Vincenzo de' Paoli (inizialmente conosciuta come "Conferenza di Carità"), beatificato da papa Giovanni Paolo II nel 1997.

## Biografia
Federico Antonio Ozanam nacque a Milano il 23 aprile 1813, quinto dei quattordici figli di Antoine Ozanam. Il padre aveva prestato servizio nell'esercito di Napoleone, dopo la caduta della Repubblica, esercitò le attività di precettore, commerciante e medico. La sua famiglia aveva forse remotissime radici ebraiche, e si era stabilita nella zona di Lione da varie generazioni. Suo bisnonno, Jacques Ozanam (1640-1717), fu un importante matematico.

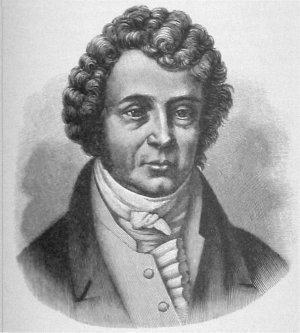
André-Marie Ampère

All'età di 2 anni nel 1815, si trasferì con la famiglia a Lione, dove ebbe inizio la sua formazione scolastica. Qui fu fortemente influenzato da uno dei suoi professori, l'abate Noirot, che lo introdusse al Cattolicesimo. Nel 1831 pubblicò un pamphlet contro le idee di Henri de Saint-Simon, che attirò le attenzioni di Alphonse de Lamartine.

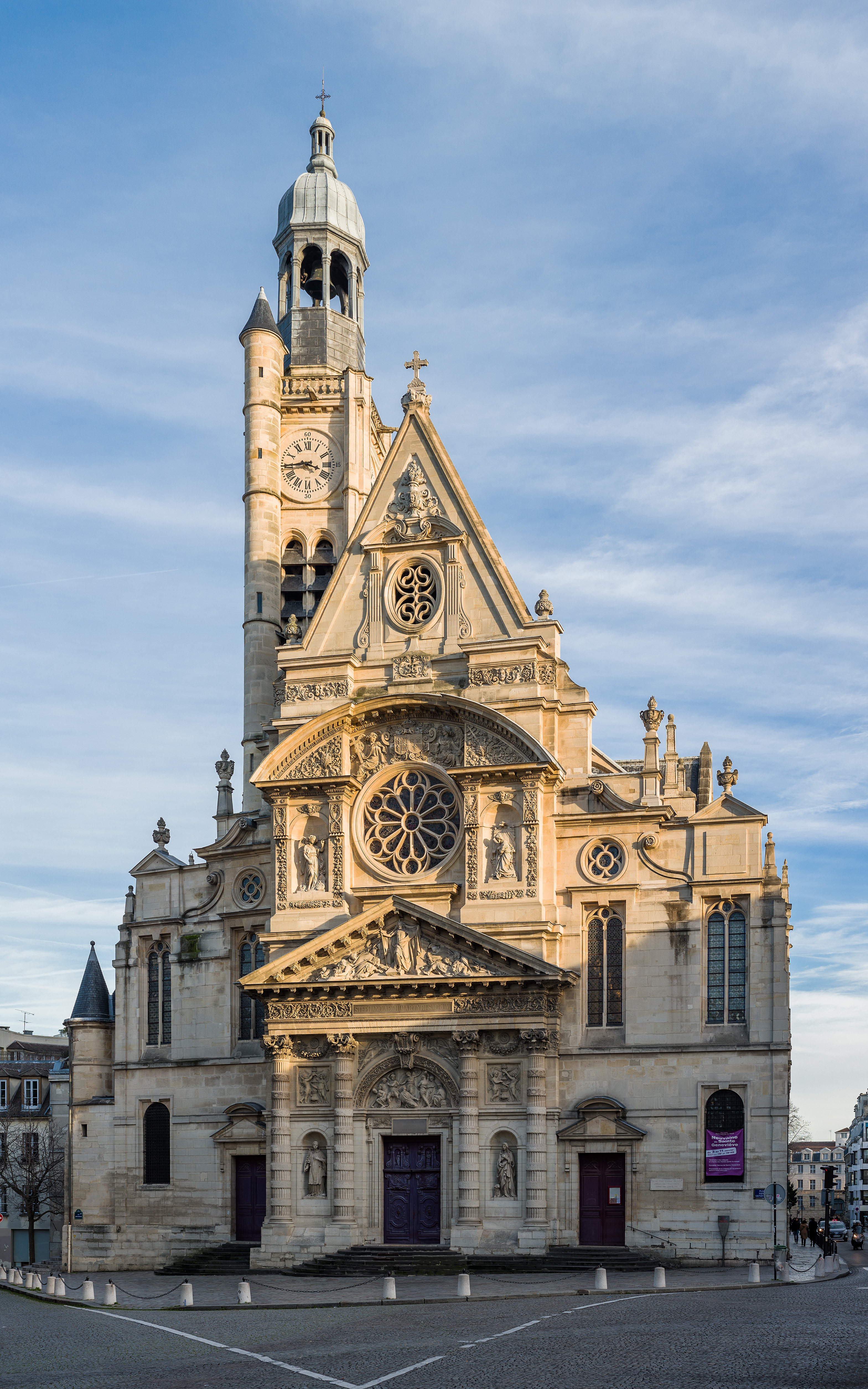
Saint-Étienne-du-Mont

L'anno seguente partì per Parigi per studiare Giurisprudenza, qui soggiornò presso la famiglia di André-Marie Ampère, che gli fece conoscere François-René de Chateaubriand, Jean-Baptiste Henri Lacordaire, Charles de Montalembert e altri intellettuali cattolici francesi.
Durante il periodo degli studi collaborò a vari giornali, in particolare alla Tribune Catholique, che dal 1º novembre 1833 si chiamò L'Univers.
In questo periodo organizzò numerose conferenze di Storia. In seguito alla domanda di un saint-simoniano che gli chiese perché egli s'interessasse al passato, mentre c'erano molti poveri d'assistere, la sua vita si orientò verso l'assistenza ai più indigenti. Così, nell'aprile del 1833 insieme ad alcuni amici, come lui parrocchiani della chiesa parigina di Saint-Étienne-du-Mont, prese la decisione di fondare una piccola società votata all'aiuto dei poveri, che prese il nome di Conferenza di carità. Nel 1835 la conferenza si mise sotto la protezione di san Vincenzo de' Paoli mutando la denominazione in Società di San Vincenzo de' Paoli, ancor oggi una delle maggiori organizzazioni di carità cattoliche.
Nel 1836 si laureò in Giurisprudenza e nel 1838 in Lettere con una tesi su Dante, che sarà alla base di una delle sue opere più importanti.
L'anno dopo fu nominato professore di diritto commerciale a Lione e nel 1840 fu nominato professore assistente di letteratura straniera alla Sorbona, si stabilì quindi a Parigi dove iniziò un'intensa carriera accademica e giornalistica.
Nel giugno del 1841 si sposò con Amélie Soulacroix, originaria di Lione. Nel viaggio di nozze visitò l'Italia. Da questo matrimonio nascerà una figlia nel 1845.

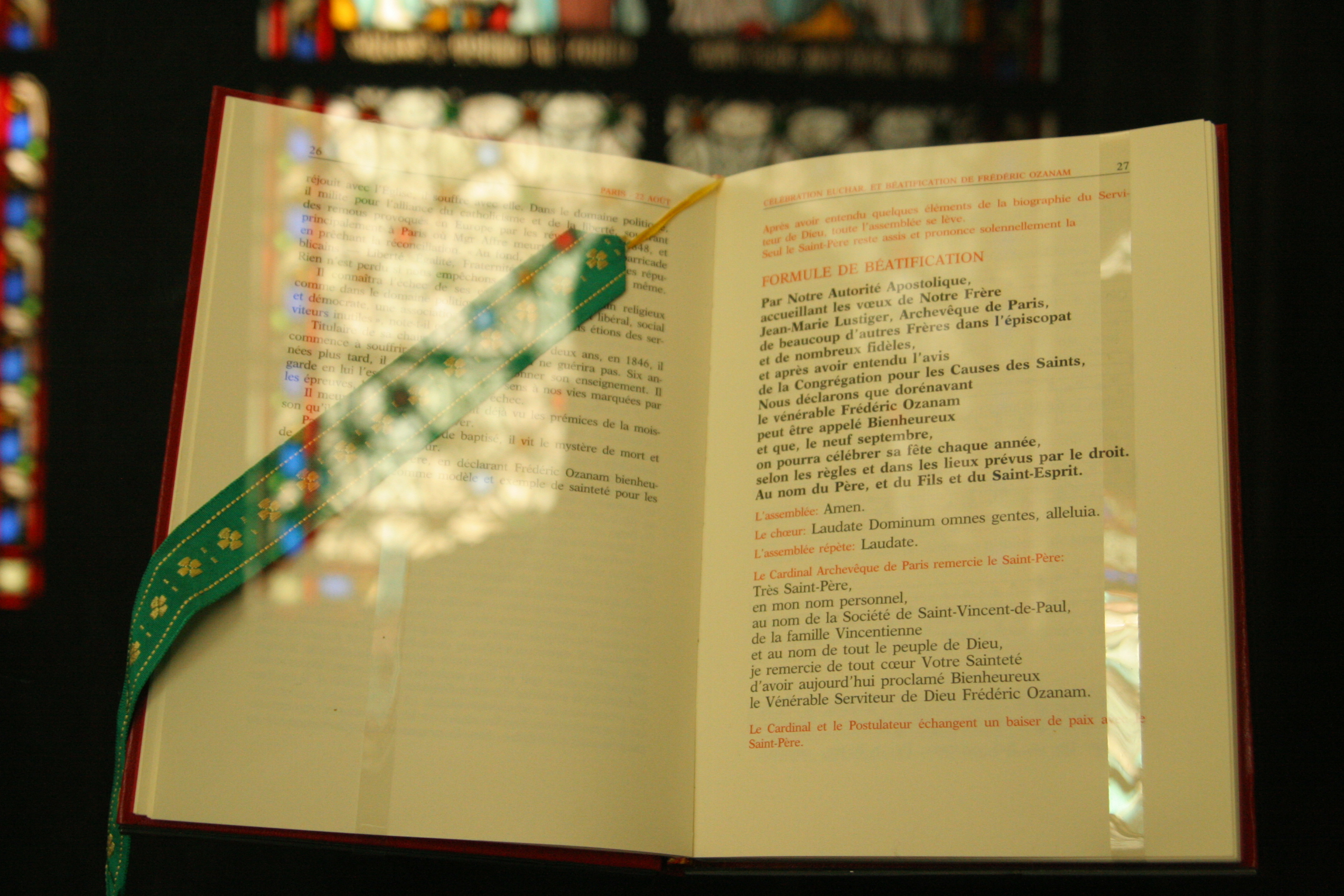
La formula di beatificazione di Federico Ozanam, dal messale utilizzato da papa Giovanni Paolo II

Nel 1844, dopo la morte di Claude Fauriel, fu nominato professore ordinario di letteratura straniera alla Sorbona. Nonostante i numerosi impegni, non cessò le sue regolari visite ai poveri come membro della Compagnia di San Vincenzo.
Durante la rivoluzione del 1848, alla quale si oppose, tornò per un breve periodo al giornalismo, essendo tra i fondatori del giornale Ere Nouvelle e di altri periodici.
Fece numerosi viaggi, tra i quali uno a Londra durante l'Esposizione Universale del 1851.
Nel 1853, ammalatosi, si dimise dai suoi incarichi universitari e partì per l'Italia in cerca di sollievo. Morì a Marsiglia, durante il viaggio di ritorno, probabilmente per un problema renale.
Molte delle sue opere furono pubblicate postume. Fu beatificato da Giovanni Paolo II il 22 agosto 1997 nella cattedrale di Notre-Dame di Parigi, nel corso della XII Giornata mondiale della gioventù.

## Il miracolo per la beatificazione
Ai fini della beatificazione la Chiesa cattolica ha considerato miracolosa la guarigione - avvenuta i primi di febbraio del 1926 a Nova Friburgo, in Brasile -  di Fernando Benedetto Ottoni, un bambino brasiliano di diciotto mesi, malato di una "grave forma di difterite con compromissione dello stato generale". La Consulta Medica, il 22 giugno 1995, concluse all'unanimità sull'inspiegabilità scientifica della guarigione. I Consultori Teologi, il 24 novembre 1995, giudicarono il fatto come miracoloso e dovuto all'intercessione dell'allora venerabile Federico Ozanam.

## Opere

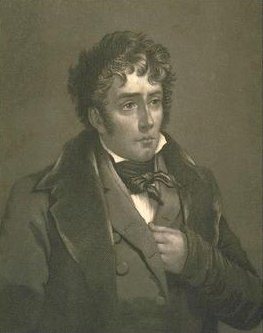
François-René de Chateaubriand

Ozanam fu tra i principali esponenti del movimento neocattolico in Francia, durante la prima metà del XIX secolo, distinguendosi come storico e critico letterario. Era più colto e più logico nelle sue asserzioni rispetto a François-René de Chateaubriand e meno fazioso e accorato che Charles de Montalembert.
Impegnato nei principali movimenti sociali della sua epoca, fu assertore dell'incontro tra cattolicesimo e democrazia, lottando affinché la Chiesa si adattasse alle condizioni politiche e sociali emerse dalla rivoluzione francese.
Nei suoi scritti espose gli importanti contributi storici del cristianesimo nella formazione della società europea, difendendo la posizione della Chiesa Cattolica, che, continuando la tradizione romana, fu il fattore più importante per l'integrazione delle popolazioni barbariche che invasero l'Europa durante le migrazioni che segnarono la fine dell'Impero romano, e nella conseguente conservazione della cultura greco-latina durante il Medioevo.
Il suo obiettivo era quello di dimostrare la tesi contraria a quella di Edward Gibbon. Nonostante fosse convinto che lo storico che affronta il suo lavoro con un'idea preconcetta sia destinato a fallire, Ozanam ebbe un certo successo nel combattere l'idea secondo cui la Chiesa durante i secoli abbia agito più per schiavizzare che per elevare lo spirito dei popoli.
La sua conoscenza della letteratura medievale, in particolar modo francese e italiana, e la maniera in cui descrisse l'organizzazione sociale e la vita quotidiana nel Medioevo, diedero alle sue opere una qualità eccezionale, che fa sì che esse mantengano la loro attualità a centocinquant'anni dalla loro pubblicazione.
Dopo la sua morte, l'edizione completa delle sue opere fu pubblicata in 11 volumi a Parigi tra il 1862 e il 1865. Tra esse ricordiamo:
- Deux chanceliers d'Angleterre, Bacon de Verulam et Saint Thomas de Cantorbury (Paris, 1836);
- Dante et la philosophie catholique au XIIIeme siècle (Paris, 1839; 2.ª ed., rivista dall'autore, nel 1845) trad.it. Dante e la filosofia cattolica nel tredicesimo secolo (Napoli, 1843);
- Études germaniques (2 voll., Paris, 1847-1849) trad.it Studi germanici;
- Documents inédits pour servir a l'histoire de l'Italie depuis le VIII.eme siècle jusqu'au XIIeme (Paris, 1850);
- Les poètes franciscains en Italie au XIII.me siécle (Paris, 1852) trad.it. I poeti francescani in Italia nel secolo decimoterzo (Parigi, 1854)
- Il suo epistolario è stato edito in varie lingue (l'edizione italiana, Lettere, Lettres de Frédéric Ozanam, è di mons. Nicola Pavoni, Città del Vaticano, 1994).